# Murias de Paredes (kommunhuvudort)
Murias de Paredes är en kommunhuvudort i Spanien.   Den ligger i provinsen Provincia de León och regionen Kastilien och Leon, i den nordvästra delen av landet, 300 km nordväst om huvudstaden Madrid. Murias de Paredes ligger 1 256 meter över havet och antalet invånare är 568.
Terrängen runt Murias de Paredes är huvudsakligen kuperad. Murias de Paredes ligger nere i en dal. Runt Murias de Paredes är det mycket glesbefolkat, med 2 invånare per kvadratkilometer. Närmaste större samhälle är Villablino, 14,3 km nordväst om Murias de Paredes. Omgivningarna runt Murias de Paredes är en mosaik av jordbruksmark och naturlig växtlighet.